# Glaucocharis subalbilinealis
Glaucocharis subalbilinealis là một loài bướm đêm trong họ Crambidae.